# Wikipédia en odia
Wikipédia en odia (en odia : ଓଡ଼ିଆ ଉଇକିପିଡ଼ିଆ) est l'édition de Wikipédia en odia (appelée également oriya), langue indique orientale (en) parlée dans l'État d'Odisha en Inde. L'édition est lancée officiellement en juin 2002 et dans les faits en mai 2005. Son code est : or.
Au 20 mars 2025, l'édition en odia contient 19 352 articles et compte 38 548 contributeurs, dont 62 contributeurs actifs et 4 administrateurs.

## Présentation

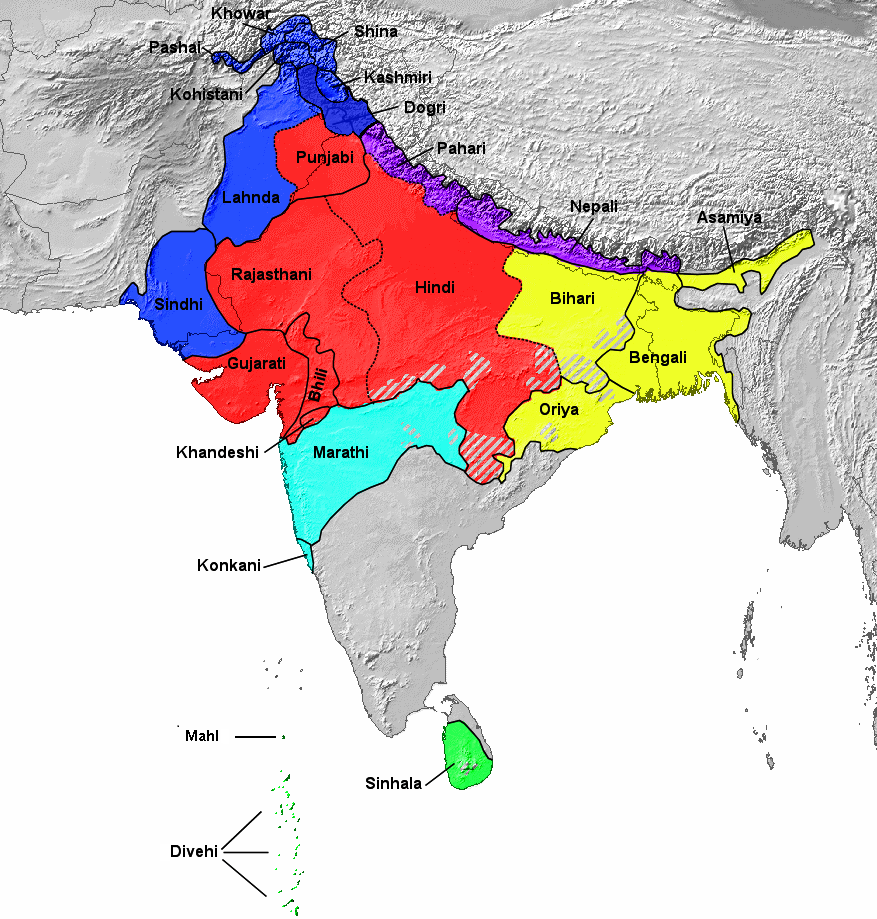
Généalogiquement, l'odia appartient au sous-groupe des langues indiques orientales (en) (indiqué en jaune sur la carte) du groupe des langues indo-aryennes.
Aire de diffusion de l'odia.

## Statistiques
- Le 5 mars 2015, l'édition en odia compte8 636 articles et 8 726 utilisateurs enregistrés[3], ce qui en fait la 133e[4] édition linguistique de Wikipédia par le nombre d'articles et la 162e[5] par le nombre d'utilisateurs enregistrés, parmi les 287 éditions linguistiques actives.
- Le 19 septembre 2022, elle contient 15 998 articles et compte 31 279 contributeurs, dont 48 contributeurs actifs et 6 administrateurs.
- Le 23 octobre 2022, elle contient 16 097 articles et compte 31 568 contributeurs, dont 50 contributeurs actifs et 6 administrateurs.
- Le 18 septembre 2024, elle contient 18 509 articles et compte 37 337 contributeurs, dont 65 contributeurs actifs et 6 administrateurs.